# Remedios (kommun)
Remedios är en kommun i Colombia.   Den ligger i departementet Antioquía, i den norra delen av landet, 270 km norr om huvudstaden Bogotá. Antalet invånare är 22 769.